# Чиршкаси (Аліковський район)
Чиршка́си (рос. Чиршкасы, чув. Чăрăшкасси) — присілок у складі Аліковського району Чувашії, Росія. Входить до складу Яндобинського сільського поселення.
Населення — 101 особа (2010; 107 у 2002).
Національний склад:
- чуваші — 100 %